# Sieben Dewaele
Sieben Dewaele (Kortrijk, 2 februari 1999) is een Belgisch voetballer, die doorgaans speelt als middenvelder.

## Clubcarrière
Dewaele doorliep de jeugdreeksen van Club Brugge en RSC Anderlecht. In juni 2019 toonde Sint-Truidense VV interesse in de twintigjarige Dewaele, maar de West-Vlaming bleef bij RSC Anderlecht en promoveerde een maand later naar het eerste elftal. Op 4 augustus 2019, de tweede speeldag van het seizoen 2019/20, mocht hij in de uitwedstrijd tegen Royal Excel Moeskroen zijn debuut maken. Hij speelde de volledige wedstrijd en de wedstrijd eindigde op 0-0. Dewaele klokte in zijn eerste seizoen bij het eerste elftal af op zestien officiële wedstrijden, waarvan vijftien in de Jupiler Pro League. Het merendeel van deze wedstrijden speelde Dewaele, die opgeleid werd als middenvelder, als linksachter. Na de competitiewedstrijd tegen Standard Luik op 15 december 2019, waarin Dewaele de eerste rode kaart uit zijn profcarrière slikte, kwam hij niet meer in actie in het seizoen 2019/20.
In de zomer van 2020 genoot Dewaele de interesse van FC Twente, Sc Heerenveen, NAC Breda en een niet nader genoemde Portugese club. Op 27 juli 2020 werd bekendgemaakt dat sc Heerenveen hem voor een seizoen huurt.
Eind augustus 2021 vertrok Dewaele definitief voor vier seizoenen naar KV Oostende. Echter werd hij onmiddellijk verhuurd aan de Franse tweedeklasser Nancy, dat ook in de Amerikaanse groep van Oostende zit. In het seizoen 2021/22 speelde hij 17 wedstrijden in de competitie voor Nancy, hij kon echter niet verhinderen dat de club dat seizoen uit de Ligue 2 degradeerde. In de voorbereiding van het seizoen 2022/23 sloot hij aan bij KV Oostende dat geleid wordt door coach Yves Vanderhaeghe.

## Clubstatistieken
| Seizoen | Club            | Competitie         | Competitie | Competitie | Beker | Beker | Internationaal | Internationaal | Totaal | Totaal |
| Seizoen | Club            | Competitie         | Wed.       | Dlp.       | Wed.  | Dlp.  | Wed.           | Dlp.           | Wed.   | Dlp.   |
| ------- | --------------- | ------------------ | ---------- | ---------- | ----- | ----- | -------------- | -------------- | ------ | ------ |
| 2019/20 | RSC Anderlecht  | Jupiler Pro League | 15         | 0          | 1     | 0     | —              | —              | 16     | 0      |
| 2020/21 | → sc Heerenveen | Eredivisie         | 7          | 0          | 1     | 0     | —              | —              | 8      | 0      |
| 2021/22 | → Nancy         | Ligue 2            | 17         | 0          | 3     | 0     | —              | —              | 20     | 0      |
| 2022/23 | KV Oostende     | Jupiler Pro League | 0          | 0          | 0     | 0     | —              | —              | 0      | 0      |
| Totaal  | Totaal          | Totaal             | 39         | 0          | 5     | 0     | 0              | 0              | 44     | 0      |

Bijgewerkt op 13 juni 2022

## Interlandcarrière
Dewaele is een gewezen Belgisch jeugdinternational.